# KG Mobility
KG Mobility ou KGM (anciennement SsangYong — 쌍용자동차 en coréen) est un constructeur automobile sud-coréen créé en 1954 et appartenant depuis 2022 au conglomérat sud-coréen KG Group. Sa production était de 150 000 véhicules en 2005 et de 119 000 véhicules en 2012.
En difficultés financières depuis 2020, le constructeur a arrêté la commercialisation de ses véhicules en France, pour se concentrer sur d'autres marchés européens plus porteurs, comme la Belgique ou la Suisse.

## Historique
L'entreprise est créée en 1954 sous le nom de « Dong-hwan Motor », puis devient « Dongbang Motor » et « Shinjin Motor » en 1967. En 1974, Shinjin Motors crée une co-entreprise avec American Motors Corporation pour produire sous licence des Jeep. En 1981, Jeep se retire et la coentreprise devient « Keohwa ». Le constructeur prend le nom de « SsangYong » en 1986 et lance ses activités automobiles en 1988.
En 1997, SsangYong Motor est repris par son compatriote Daewoo Motor. En 2000, le chaebol Daewoo, confronté à une dette de 80 milliards de dollars, fait faillite. L'activité automobiles Daewoo Motor est reprise en février 2001 par General Motors. En décembre 2001, les créanciers de SsangYong mettent en place un plan de sauvetage de la société. Une titrisation de dettes de mille milliards de wons (814 millions de dollars) leur permet de devenir propriétaires de 51 % du constructeur. L'année 2001 est le premier exercice bénéficiaire du groupe depuis dix ans et la capacité de production du constructeur s'élève alors à 200 000 voitures par an. En 2002, SsangYong est numéro trois sur le marché sud-coréen.
En décembre 2003, quatre sociétés se portent candidates à la reprise de SsangYong : Renault, General Motors et les constructeurs chinois Shanghai Automotive Industry (SAIC) et Nanxing Group. C'est une autre société, le groupe pétrochimique chinois Bluestar, qui est d'abord retenue pour reprendre le constructeur. Son offre est de 620 millions de dollars mais les négociations échouent en mars 2004.
En octobre 2004, SAIC reprend 48,9 % de SsangYong pour 552 millions de dollars. Avec SsangYong, le constructeur chinois, entreprise d'État détenue par la municipalité de Shanghai, acquiert 8 % du marché sud-coréen, un savoir-faire dans les SUV, les moteurs et les transmissions, et un réseau commercial en Europe occidentale.
Le constructeur chinois SAIC contrôlait 51,33 % du capital de SsangYong et projetait en 2006 son développement dans toute l'Asie.

Plusieurs accords de licence sont également en place avec des constructeurs établis en Égypte, en Afrique du Sud, tout comme en Russie.

Outre Severstal-Avto qui produit déjà les véhicules de la gamme SsangYong actuelle pour le marché russe, le constructeur TagAZ produit depuis janvier 2008 les tout-terrain SsangYong Musso, Musso Sport et Korando, trois modèles qui ne sont plus fabriqués en Corée. Les pièces sont actuellement expédiées de Corée.
En septembre 2005, SsangYong est présent au salon automobile de Francfort avec ses 4x4 bon marché. Le SUV Kyron est lancé en France en janvier 2006.
En décembre 2008, SsangYong Motor annonce qu'il ne peut pas payer les salaires de ses salariés.
En février 2009, SsangYong fait faillite et se trouve sous administration judiciaire. SAIC a diminué sa participation au capital, passant de 51 % à 11,2 %.
Un porte-parole de la société, qui détient alors 2 % des parts de marché automobile du pays, a déclaré en août 2010 que les dettes du groupe s'élèvent à environ 740 milliards de wons (481 millions d'euros).
SsangYong cherchait des repreneurs, et c'était le plus petit des cinq constructeurs sud-coréens, derrière Renault Samsung Motors. Hyundai, Kia et Daewoo figuraient d'ailleurs ensemble parmi les sept candidats à la reprise de SsangYong Motor mais ont annoncé ne pas se porter acquéreur de la firme.
Trois offres seraient discutées en août 2010, celles des entreprises indiennes Mahindra et Ruia et d'une entreprise sud-coréenne.
En février 2011, SsangYong est repris à 70 % par l'entreprise indienne Mahindra & Mahindra.
En décembre 2020, SsangYong est placé en redressement judiciaire à la suite de pertes accumulées depuis quinze trimestres. Sa dette auprès des banques atteint 315,3 milliards de wons (233 millions d’euros).
En 2022, un consortium mené par Edison Motors échoue à racheter Ssangyong à Mahindra & Mahindra, faute de parvenir à réunir les liquidités suffisantes et un tribunal de Séoul adjuge l’entreprise, en mai, à un consortium formé du groupe coréen KG et du fonds d'investissement privé Pavillon.
En mars 2023, à la suite du rachat par le groupe KG, SsangYong Motor devient la branche mobilité du groupe et change de nom pour devenir KG Mobility. Les modèles seront vendus sous la marque KGM.

### Identité visuelle

Logo SsangYong (avant 2023)

## Modèles

### Modèles actuels
- Korando : lancé sous le nom « Daewoo » en 1996, puis repris par SsangYong depuis septembre 2004. production arrêtée en 2006. Il réapparaît en avril 2011 en réponse au concept C200 présenté en 2008 au Mondial de l'auto. Il est pourvu d'un diesel 2,0 l de 175 ch mais une version 150 ch avec émissions de CO2 réduites lancée en avril 2012. La 4e génération de Korando est sortie en 2019, plus stylée, dotée de motorisations adaptées au marché européen, elle entre en concurrence avec les Kia Sportage, Nissan Qashqai, VW Tiguan, Peugeot 3008 ou Seat Ateca. Une version électrique baptisée Korando e-motion est lancée en 2021.
- Musso : lancé sous le nom Daewoo : 4x4 de type « break ». La génération actuelle est un pick-up.
- Grand Musso : version allongée du Musso de seconde génération lancée en 2019.
- Rexton : le premier modèle de la série « Rexton » est commercialisé vers la fin 2001, de type SUV (commercialisation arrêtée). Motorisation disponible uniquement en 2 900 cm3 (120 ch). Le second modèle de la série Rexton est sorti vers 2003 (commercialisé selon les pays en motorisation Diesel 2 900 cm3 (120 ch), 2 700 cm3 (165 ch) et 2 300 cm3 (79 ch), ou essence 3 200 cm3 (220 ch) et 2 300 cm3 (140 ch)). Le Rexton W apparaît en 2012. C'est un gros restylage du Rexton mieux fini en intérieur et extérieur. Il est équipé d'un quatre cylindres 2,0 l 154 ch. Suivant les pays, l'ancien Rexton est encore disponible[14]. Enfin, le Rexton G4 est lancé au mois d'avril 2017 lors du Salon international de Séoul.
- Tivoli : SUV urbain sorti en 2015 (concurrent des Renault Captur et Peugeot 2008), pouvant aussi être décliné en quatre roues motrices.
- Grand Tivoli : version allongée du petit SUV Tivoli, sortie en 2016 sous le nom de SsangYong XLV. Existe en deux ou quatre roues motrices. Il bénéficie d'un coffre de 574 litres et une boite manuelle à six rapports. La version CNG profite d'un double réservoir dont un d'essence et un de gaz[15].
- Actyon : SUV lancé en 2024.
- Torres : SUV avec capacités tout-terrain lancé en 2022.

### Modèles anciens
- Family.
- Tager.
- SsangYong Kyron : présenté comme le petit frère du Rexton, qui possède une cylindrée de 2 000 cm3.
- New Kyron : nouveau modèle du Kyron sorti en 2007 ayant eu quelques retouches esthétiques tant à l'avant qu'à l'arrière.  Outre la motorisation diesel 2,0 l Xdi de 136 ch (XDi200) toujours disponible, le modèle se dote à présent d'un diesel 2,7 l de 163 ch (XDi270).
- SsangYong Actyon : modèle commercialisé fin 2006, ce SUV est au style d'un Kyron mais avec une ligne plus sportive.
- Actyon Sports : modèle « pick-up » de l'Actyon, commercialisé début 2007.
- Nomad.
- Rodius : premier monospace familial de la marque offrant sept places en Europe, et jusqu'à onze sur les marchés asiatiques. Existe en version quatre roues motrices permanentes à transfert de couple actif (AWD-TOD) ou en version à propulsion.
- SsangYong Chairman (en) : berline de luxe de la marque destinée au marché national sud-coréen.  Le modèle est décliné en trois motorisations d'origine Mercedes : un V8 5,0 l accouplé à une boîte sept vitesses, un V6 3,6 l ainsi qu'un V6 3,21 l.
- Kallista.

### Concept cars

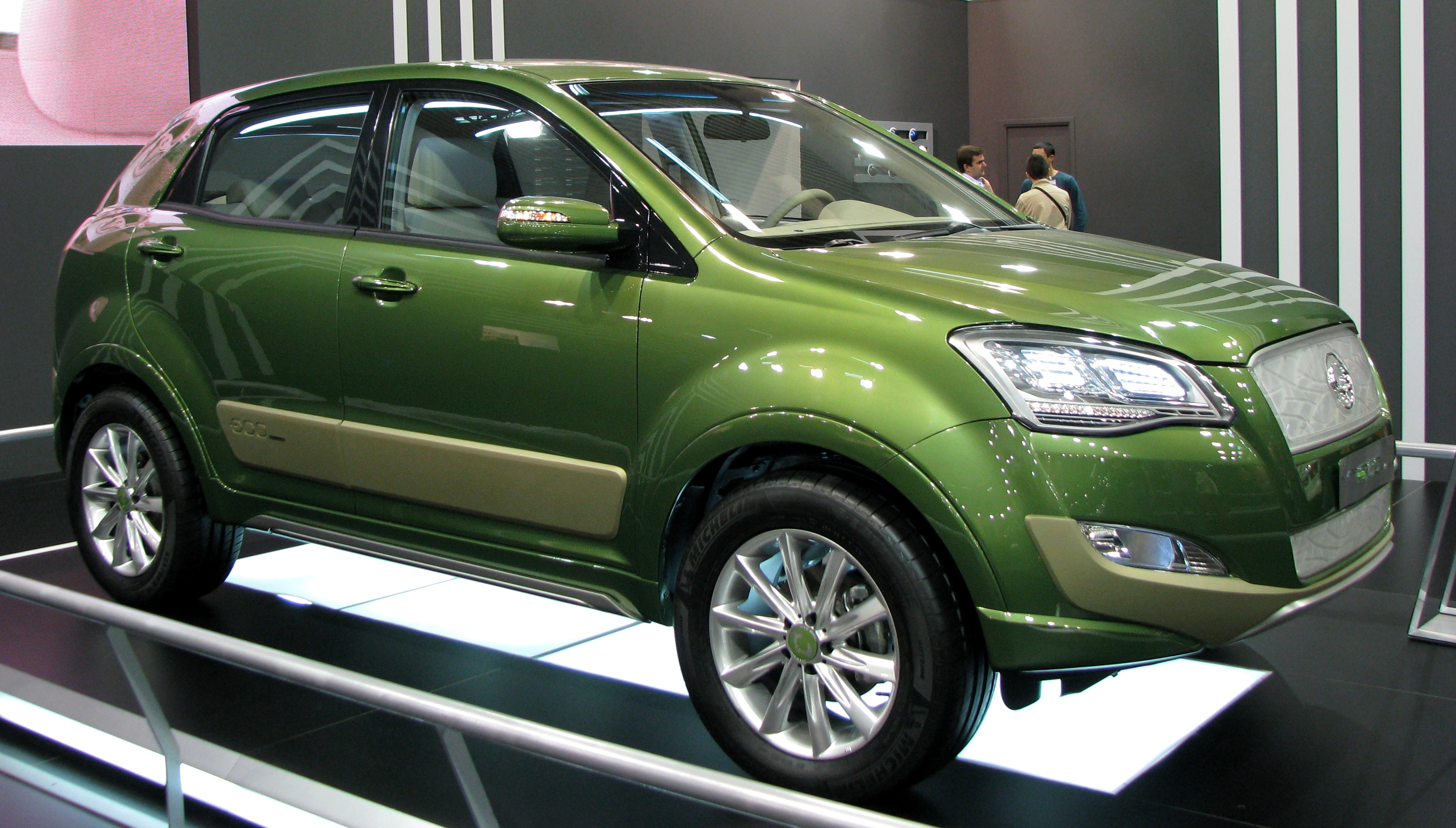
SsangYong C200 eco à la fête de l'automobile de Barcelone 2009.

Au Mondial de l'automobile de Paris 2008, SsangYong présente le concept car C200 Concept, motorisé par un nouveau 2 litres Diesel Euro 5 de 175 ch couplé à une transmission manuelle (ou automatique) à six rapports. Ce concept préfigure le SsangYong Korando commercialisé en Europe en avril 2011.

### Utilitaires
- Istana

### Poids lourds
- DA50
- SY

### Transport en commun
- SsangYong Transtar (en)

### Compétition
- SsangYong WR Solo Le Mans

## Production

### Sites
- Pyeongtaek (Corée du Sud)
- Changwon (Corée du Sud)
- Russie par Sollers à Vladivostok
- Kazakhstan par AllurAuto

### Export
- 2012 : arrivée officielle en Inde.
- 2020 : SsangYong envisage de vendre ses modèles aux États-Unis.

### Chiffres de ventes
| Année | Ventes mondiales du constructeur SsangYong | Ventes mondiales du constructeur SsangYong | Ventes mondiales du constructeur SsangYong | Ventes mondiales du constructeur SsangYong | Ventes mondiales du constructeur SsangYong | Ventes mondiales du constructeur SsangYong | Ventes mondiales du constructeur SsangYong | Ventes mondiales du constructeur SsangYong | Ventes mondiales du constructeur SsangYong | Ventes mondiales du constructeur SsangYong | Ventes mondiales du constructeur SsangYong | Ventes mondiales du constructeur SsangYong | Ventes mondiales du constructeur SsangYong | Ventes mondiales du constructeur SsangYong | Ventes mondiales du constructeur SsangYong | Ventes mondiales du constructeur SsangYong | Ventes mondiales du constructeur SsangYong | Ventes mondiales du constructeur SsangYong | Ventes mondiales du constructeur SsangYong | Ventes mondiales du constructeur SsangYong | Ventes mondiales du constructeur SsangYong | Ventes mondiales du constructeur SsangYong | Ventes mondiales du constructeur SsangYong | Ventes mondiales du constructeur SsangYong | Ventes mondiales du constructeur SsangYong | Ventes mondiales du constructeur SsangYong | Ventes mondiales du constructeur SsangYong | Ventes mondiales du constructeur SsangYong | Ventes mondiales du constructeur SsangYong | Ventes mondiales du constructeur SsangYong | Ventes mondiales du constructeur SsangYong | Ventes mondiales du constructeur SsangYong | Ventes mondiales du constructeur SsangYong | Ventes mondiales du constructeur SsangYong | Ventes mondiales du constructeur SsangYong | Ventes mondiales du constructeur SsangYong | Ventes mondiales du constructeur SsangYong | Ventes mondiales du constructeur SsangYong | Ventes mondiales du constructeur SsangYong | Ventes mondiales du constructeur SsangYong | Ventes mondiales du constructeur SsangYong | Ventes mondiales du constructeur SsangYong | Ventes mondiales du constructeur SsangYong | Ventes mondiales du constructeur SsangYong | Ventes mondiales du constructeur SsangYong | Ventes mondiales du constructeur SsangYong | Ventes mondiales du constructeur SsangYong | Ventes mondiales du constructeur SsangYong | Ventes mondiales du constructeur SsangYong | Ventes mondiales du constructeur SsangYong | Ventes mondiales du constructeur SsangYong | Ventes mondiales du constructeur SsangYong | Ventes mondiales du constructeur SsangYong | Ventes mondiales du constructeur SsangYong | Ventes mondiales du constructeur SsangYong | Ventes mondiales du constructeur SsangYong | Ventes mondiales du constructeur SsangYong | Ventes mondiales du constructeur SsangYong | Ventes mondiales du constructeur SsangYong | Ventes mondiales du constructeur SsangYong | Ventes mondiales du constructeur SsangYong | Ventes mondiales du constructeur SsangYong | Ventes mondiales du constructeur SsangYong | Ventes mondiales du constructeur SsangYong | Ventes mondiales du constructeur SsangYong | Ventes mondiales du constructeur SsangYong | Ventes mondiales du constructeur SsangYong | Ventes mondiales du constructeur SsangYong | Ventes mondiales du constructeur SsangYong | Ventes mondiales du constructeur SsangYong | Ventes mondiales du constructeur SsangYong | Ventes mondiales du constructeur SsangYong | Ventes mondiales du constructeur SsangYong | Ventes mondiales du constructeur SsangYong | Ventes mondiales du constructeur SsangYong | Ventes mondiales du constructeur SsangYong | Ventes mondiales du constructeur SsangYong | Ventes mondiales du constructeur SsangYong | Ventes mondiales du constructeur SsangYong | Ventes mondiales du constructeur SsangYong | Ventes mondiales du constructeur SsangYong |
| Année |                                            |                                            |                                            |                                            |                                            | 10 000                                     |                                            |                                            |                                            |                                            | 20 000                                     |                                            |                                            |                                            |                                            | 30 000                                     |                                            |                                            |                                            |                                            | 40 000                                     |                                            |                                            |                                            |                                            | 50 000                                     |                                            |                                            |                                            |                                            | 60 000                                     |                                            |                                            |                                            |                                            | 70 000                                     |                                            |                                            |                                            |                                            | 80 000                                     |                                            |                                            |                                            |                                            | 90 000                                     |                                            |                                            |                                            |                                            | 100 000                                    |                                            |                                            |                                            |                                            | 110 000                                    |                                            |                                            |                                            |                                            | 120 000                                    |                                            |                                            |                                            |                                            | 130 000                                    |                                            |                                            |                                            |                                            | 140 000                                    |                                            |                                            |                                            |                                            | 150 000                                    |                                            |                                            |                                            |                                            | 160 000                                    |
| ----- | ------------------------------------------ | ------------------------------------------ | ------------------------------------------ | ------------------------------------------ | ------------------------------------------ | ------------------------------------------ | ------------------------------------------ | ------------------------------------------ | ------------------------------------------ | ------------------------------------------ | ------------------------------------------ | ------------------------------------------ | ------------------------------------------ | ------------------------------------------ | ------------------------------------------ | ------------------------------------------ | ------------------------------------------ | ------------------------------------------ | ------------------------------------------ | ------------------------------------------ | ------------------------------------------ | ------------------------------------------ | ------------------------------------------ | ------------------------------------------ | ------------------------------------------ | ------------------------------------------ | ------------------------------------------ | ------------------------------------------ | ------------------------------------------ | ------------------------------------------ | ------------------------------------------ | ------------------------------------------ | ------------------------------------------ | ------------------------------------------ | ------------------------------------------ | ------------------------------------------ | ------------------------------------------ | ------------------------------------------ | ------------------------------------------ | ------------------------------------------ | ------------------------------------------ | ------------------------------------------ | ------------------------------------------ | ------------------------------------------ | ------------------------------------------ | ------------------------------------------ | ------------------------------------------ | ------------------------------------------ | ------------------------------------------ | ------------------------------------------ | ------------------------------------------ | ------------------------------------------ | ------------------------------------------ | ------------------------------------------ | ------------------------------------------ | ------------------------------------------ | ------------------------------------------ | ------------------------------------------ | ------------------------------------------ | ------------------------------------------ | ------------------------------------------ | ------------------------------------------ | ------------------------------------------ | ------------------------------------------ | ------------------------------------------ | ------------------------------------------ | ------------------------------------------ | ------------------------------------------ | ------------------------------------------ | ------------------------------------------ | ------------------------------------------ | ------------------------------------------ | ------------------------------------------ | ------------------------------------------ | ------------------------------------------ | ------------------------------------------ | ------------------------------------------ | ------------------------------------------ | ------------------------------------------ | ------------------------------------------ | ------------------------------------------ |
| 2015  | 144 541                                    | 144 541                                    | 144 541                                    | 144 541                                    | 144 541                                    | 144 541                                    | 144 541                                    | 144 541                                    | 144 541                                    | 144 541                                    | 144 541                                    | 144 541                                    | 144 541                                    | 144 541                                    | 144 541                                    | 144 541                                    | 144 541                                    | 144 541                                    | 144 541                                    | 144 541                                    | 144 541                                    | 144 541                                    | 144 541                                    | 144 541                                    | 144 541                                    | 144 541                                    | 144 541                                    | 144 541                                    | 144 541                                    | 144 541                                    | 144 541                                    | 144 541                                    | 144 541                                    | 144 541                                    | 144 541                                    | 144 541                                    | 144 541                                    | 144 541                                    | 144 541                                    | 144 541                                    | 144 541                                    | 144 541                                    | 144 541                                    | 144 541                                    | 144 541                                    | 144 541                                    | 144 541                                    | 144 541                                    | 144 541                                    | 144 541                                    | 144 541                                    | 144 541                                    | 144 541                                    | 144 541                                    | 144 541                                    | 144 541                                    | 144 541                                    | 144 541                                    | 144 541                                    | 144 541                                    | 144 541                                    | 144 541                                    | 144 541                                    | 144 541                                    | 144 541                                    | 144 541                                    | 144 541                                    | 144 541                                    | 144 541                                    | 144 541                                    | 144 541                                    | 144 541                                    | 144 541                                    |                                            |                                            |                                            |                                            |                                            |                                            |                                            |                                            |